# ABN AMRO World Tennis Tournament 2015
ABN AMRO World Tennis Tournament 2015 — тенісний турнір, що проходив на кортах з твердим покриттям у місті Роттердам, Нідерланди з 9 лютого. Належав до категорії ATP World Tour 500, був турніром серії Rotterdam Open 2015 року.

## Фінальна частина

### Одиночний розряд
Стен Вавринка —  Томаш Бердих 4–6, 6–3, 6–4

### Парний розряд
Жан-Жульєн Роєр /  Горія Текеу —  Джеймі Маррей /  Джон Пірс (тенісист) 3–6, 6–3, [10–8]